# ニザームッディーン廟

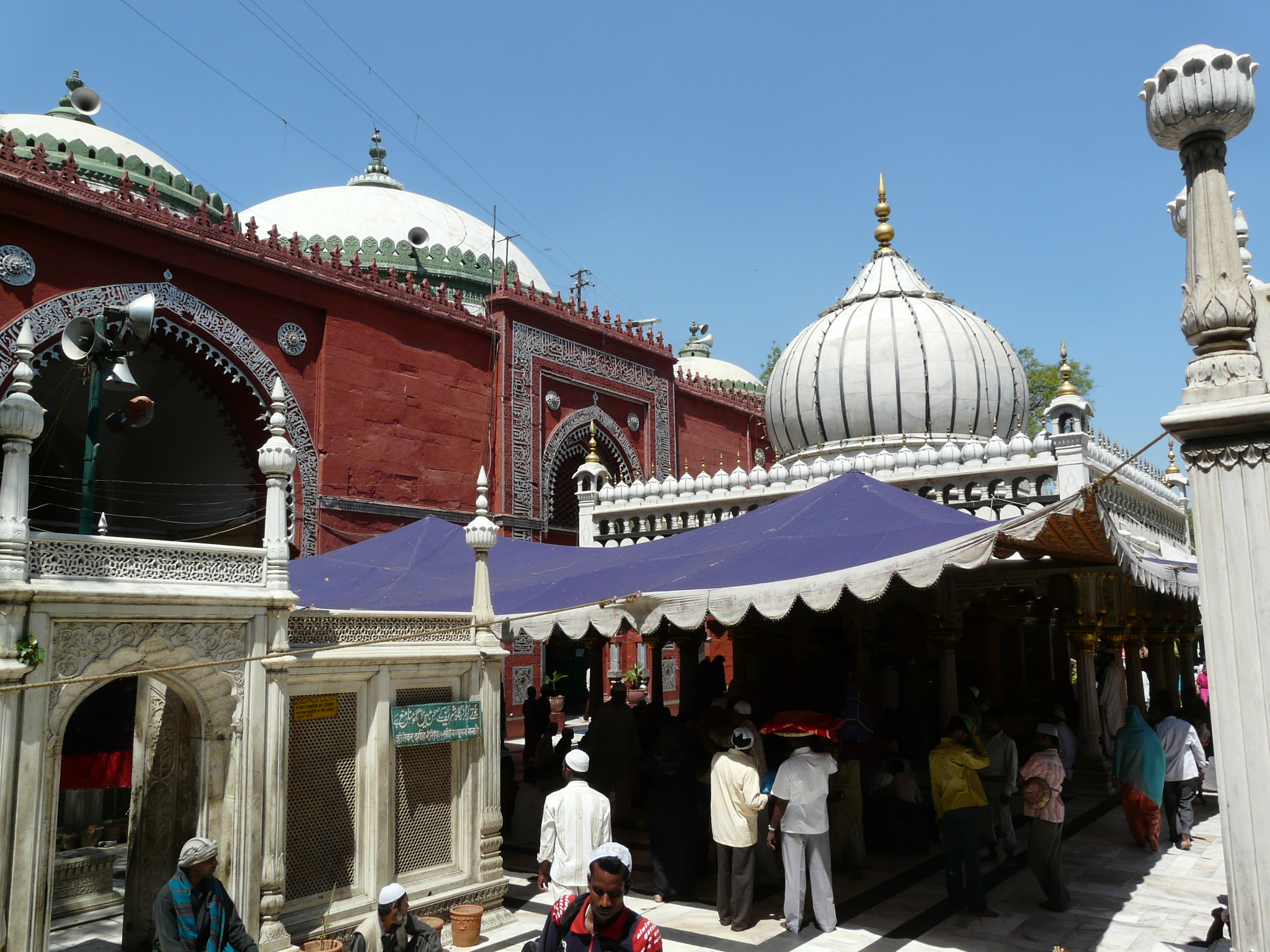
ニザームッディーン廟とジャマート・ハーナ

ニザームッディーン廟 （英語: :Nizamuddin Dargah、ウルドゥー語: نظام الدّین درگاہ 、ヒンディー語: निज़ामुद्दीन दरगाह）または ニザームッディーン・アウリヤーの墓廟 はインドのデリーに位置する著名な聖者廟（ダルガー）。13世紀から14世紀にかけてのイスラームの聖者ニザームッディーン・アウリヤーの墓を中心としたインドでも最大規模の聖者廟である。

## 概要
イスラームでは本来的には偶像崇拝は禁止されているが、ここではデリー・スルターン朝時代のスーフィーの聖者ニザームッディーン・アウリヤー（Nizamuddin Auliya, 1238年 - 1325年）の墓が神聖視され、祈りと参詣の対象となっている。年齢・性別問わず多数のムスリム（イスラーム教徒）が巡礼や参詣に訪れるだけではなく、ヒンドゥー教徒をはじめとしてスィック教徒やキリスト教徒など非ムスリムも階級・職業・目的によらず大勢訪れる。また、インドの政治家がみずからの信じる宗派を超えて選挙の当選祈願に参拝することでもよく知られている。インド以外から訪れる人も多い。
ニザームッディーン廟はニューデリー南東部に所在しており、世界遺産に登録されているフマーユーン廟（ムガル帝国第2代皇帝フマーユーンの墓廟）の西約800メートルの地点に立地する。この地に聖者廟が営まれたのは、トゥグルク朝（1320年 - 1413年）の時代と考えられるが、ニザームッディーンの愛弟子で、詩人で芸術家、また、歴史家としても高名なアミール・フスローの墓が廟内にある。なお、ニザームッディーンの死後、フスローは後を追うように同じ年に亡くなっている。
ここに聖者廟が営まれたのち、王侯貴族など上層ムスリムのなかには自らの墓所をこの付近に置く者があらわれた（後述）。霊廟に隣接して、墓にかける布や供献用の花・砂糖菓子などの参拝用品を売る小売店が軒を連ねている。
イスラーム世界を拡大させたものとして、しばしば、征服、神秘主義教団の伝道、ムスリム商人の活躍の3点が掲げられ、インドでは特に神秘主義修行者スーフィーの果たした役割の大きさが指摘される。この聖者廟の存在は、インドにおけるスーフィー信仰のあり方の一端を示している。

## 沿革

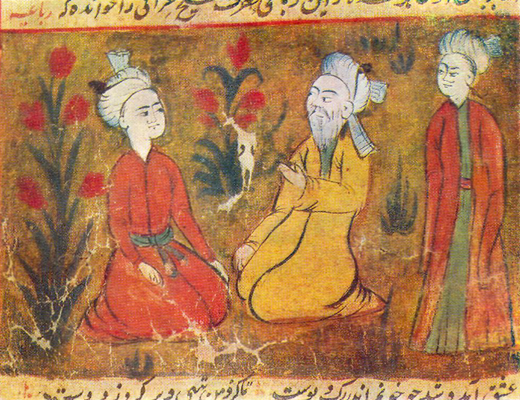
アミール・フスロー（中央）

聖者として廟に祭られているニザームッディーン・アウリヤーは、ウッタル・プラデーシュ州のバダーユーン（en）に生まれ、インド・イスラーム世界における4大スーフィー教派のひとつ、チシュティー派の第4代後継者として、13世紀後半から14世紀前半にかけて活動した高徳の聖者であり、生涯、人びとに慈愛のメッセージを伝えつづけて「神の恋人」と呼ばれるほど絶大な人気と影響力を誇った人物である。ニザームッディーンは、下層階級の生活改善にも努めたといわれ、当時の民衆のみならず奴隷王朝やハルジー朝、トゥグルク朝（1320年 - 1413年）のイスラーム諸王朝の君主（スルターン）たちからもたいへんな崇敬を受け、一方では人びとが聖者に信服することについて羨視されたとも伝えられている。
ニザームッディーンの愛弟子として知られるアミール・フスロー（1253年 - 1325年）は、テュルク系民族の末裔といわれる官吏であるとともに、現代のヒンディー語やウルドゥー語にあたる言語やその文学を基礎づけた人物といわれ、著名なペルシア語詩人のニザーミー（1141年 - 1203年）の詩や文学を翻案してインド化したことでも知られる。また、カッワーリーやヒンドゥスターニー音楽などの音楽を創始したとも、シタールやタブラなどの楽器を発明したともいわれ、多方面に活躍して、インドの人びとから宗派をこえた篤い尊崇を受けている。
1325年にデリーに没したニザームッディーンの墓廟は、トゥグルク朝時代の創建と伝わるが、現存する廟建築はムガル帝国第3代皇帝アクバル帝治下の1562年から翌年にかけて再建されたものといわれている。これはフマーユーン廟の建造とほぼ同年代である。

## 内部
廟の敷地は全体として南北に細長い形状をなしており、廟の内域にはニザームッディーンの墓やアミール・フスローの墓のほか、供物や土産物を売る店、執務室、赤色の砂岩でつくられたモスク、富裕なムスリムの寄進による建造物、ムガル帝国の王侯貴族をはじめとする上層ムスリムの墓が多数たがいに近接して立ち並んでいる。売店では供物や書籍、説教や宗教音楽のCD、礼拝用の帽子・敷物、数珠などともに各種の護符やおまもりも販売されている。
聖者にあやかった墓（「あやかり墓」）も多く、ムガル帝国の王侯の墓としては、第12代皇帝ムハンマド・シャーや第16代アクバル2世の皇子ミールザー・ジャハーンギール・シャーの墓所が所在する。また、時代は下るが、19世紀のウルドゥー語の「詩聖」として著名なミールザー・ガーリブの墓もここにある。
ただし、聖者とその愛弟子の墓は宗教的な尊崇の対象となっており、世俗的な墓である「あやかり墓」とは明瞭に区別されている。聖者と愛弟子の墓は、墓標となる墓石が聖布によって覆われ、四周に聖柵をめぐらせている。さらに、その全体を囲うかたちで建造物が営まれる。上部に白いドームをいただくこれらの建物は、透かし彫りの意匠をともなう四壁や、美しい装飾文様の施された支柱によって支えられている。

## 聖遺物
ニザームッディーン廟には、
1. 預言者ムハンマドの聖髭
2. 預言者の父方従弟で娘婿でもあるアリーの書写したクルアーンの革表紙断片
3. 680年にウマイヤ朝第2代カリフのヤズィード1世によって虐殺されたフサイン（アリーとファーティマの子）の鮮血を吸い込んだカルバラー[注釈 7]の土塊
4. 預言者ムハンマドの足跡

の聖遺物が4点保管されている。いずれも、預言者ムハンマドとその縁者にかかわる聖遺物である。1.2.3.は、いずれも成人の胸ほどの高さに固定された台座の上に、ショウケースに収納されて安置されており、普段、それぞれのケースにはベルベット地の布が掛けられ、聖遺物そのものは隠されている。4.は、ショウケースを乗せた台座の下に置かれ、清めのため、バラ水を湛えたバケットと水瓶が脇に用意されている。これら聖遺物は、ヒジュラ暦3月にひらかれる預言者祭の際に一般公開される。

## 参詣
参詣者は、前もって参道の売店やアーケードの商店で献花となるバラや砂糖菓子などの供物を購買し、廟に立ち入る前に靴を脱いだり、大声で呼んだり話したりすることを控えたり、また、頭部を覆うなどして、たがいに神聖な空間であることを認めあう。一般的には、廟内に入って最初に愛弟子アミール・フスローの墓に参詣し、次いで聖者ニザームッディーンの墓に詣でる。このとき、男性は宗派のちがいにかかわらず墓建築の内部に入れるが、女性はムスリマといえども中に入れないので、通常は、透かし模様の壁越しに内部を覗きこみながら祈りを捧げる。「ワキール」と称される一種の代理人・代弁者が女性の参拝を代行することもある。
なお、毎週木曜日はスーフィー聖者の日であり、概して他の曜日よりも多くの参詣者を集める。

## 「聖者の子孫」
参詣者はそれぞれ、聖者に対してさまざまな祈願を個人的に行うが、より良い結果があらわれることを期待して、「聖者の子孫」と称される人を自身と聖者のあいだに介在させることがある。「聖者の子孫」とは字義からすれば「導師」を意味するが、一般的には聖者廟やモスクをはじめとする宗教施設の管理者のことである。ニザームッディーン廟には、インド政府から任命されて聖者廟の精神的・宗教的機能をつかさどる官の役割をになうサッジャーダ・ナシーンを頂点として、約200人もの老若男女より構成される「聖者の子孫」がおり、聖者廟の南側の一画に住んで廟の管理運営にたずさわっている。
参詣者と「聖者の子孫」の関係は、ある場合には「ワキール・メヘマーン」つまり<代弁者―顧客>の関係にあり、ある場合には「ピーリー・ムリィーディー」つまり<導師―弟子>の関係をとる。参詣者が、祈願によって願いごとがかなった場合、お礼参りをおこない「聖者の子孫」に礼金を支払う習慣となっているが、この場合は、「聖者の子孫」に託された役割はワキール（代弁者）であり、参詣者と聖者のあいだの仲立ちが期待されている。いっぽう、参詣者のなかには執務室を訪ねて「聖者の子孫」に悩み事や願い事の相談をおこなう人もおり、ここでは、「聖者の子孫」はピール（導師）として参詣者と唯一神アッラーとの仲立ちをおこなう。つまり、ここで「聖者の子孫」は、参詣者に対し聖者そのものとして対するのである。
「聖者の子孫」約200人のうち、女性は概して廟の敷地内に現れることが少ない。年少の男子は廟の運営管理にかかわる雑務に従事し、ようやく青年になってワキールの仕事を託されるようになる。ピールの役割は年配になってはじめて可能となる。ただし、ワキールの仕事にたずさわる人びとは墓の周辺に待機するのに対し、ピールの仕事を担う者は執務室のなかに控えて、相談者の来訪を待つこととなる。
「聖者の子孫」は、「子孫」と呼ばれながらも実際には聖者の直系子孫ではなく、聖者とは親族関係ないし師弟関係もしくはその両方にあった人びとの子孫であることを主張する人びとである。その系統には3つの家系があり、たがいに聖者との関係の深さをきそっている。

## 聖者祭と預言者祭
ニザームッディーン廟では毎年「聖者祭」と「預言者祭」が開催される。
「聖者祭」は、聖者ニザームッディーンと愛弟子とのそれぞれの命日におこなわれる。とくに聖者ニザームッディーンの命日祭は盛況を呈する。スーフィー信仰においては、聖者の死は単なる死ではなく、神との合一の達成であると考えられているためである。4月の命日祭の期間中、聖者廟の墓前ではカッワールと呼ばれる演奏者・歌手によって、カッワーリー（前述）と称される古典的な宗教音楽が夜を徹して演奏ないし歌唱される。カッワーリーのなかでは「Aaj Rang Hai Ri Ma」という曲が特に人気があり、内容はニザームッディーンとの出会いを自分の母親に歓喜をまじえながら伝えるものである。
「預言者祭」はヒジュラ暦の3月12日におこなわれる、宗教集会と聖遺物公開儀礼とを中心とする祭典であり、聖者祭に匹敵するほど賑わう。これは、廟を訪れる人びとの目的のひとつに聖遺物への参拝があるものと考えられる。なかでも預言者ムハンマドの足跡には、口づけをする信者があるほどであり、ここでは遺品を介して預言者その人に接し、実際にイスラームを体験し感得することができる。
イスラームの聖者信仰は、イスラームが中央集権的な教会機構や司祭階級、列聖の制度を備えていないためもあってキリスト教における聖人崇敬と比較すると、きわめてローカル色が強いといわれる。しかし、その半面、インドにおいては、イスラーム誕生の地である中東やアラブといった地理的な中心ではなくて、むしろ、預言者およびその近親の遺品というイスラーム世界のなかでグローバルな意味を象徴する「聖遺物」がきわめて重視されているのである。

## アクセス・周辺地理

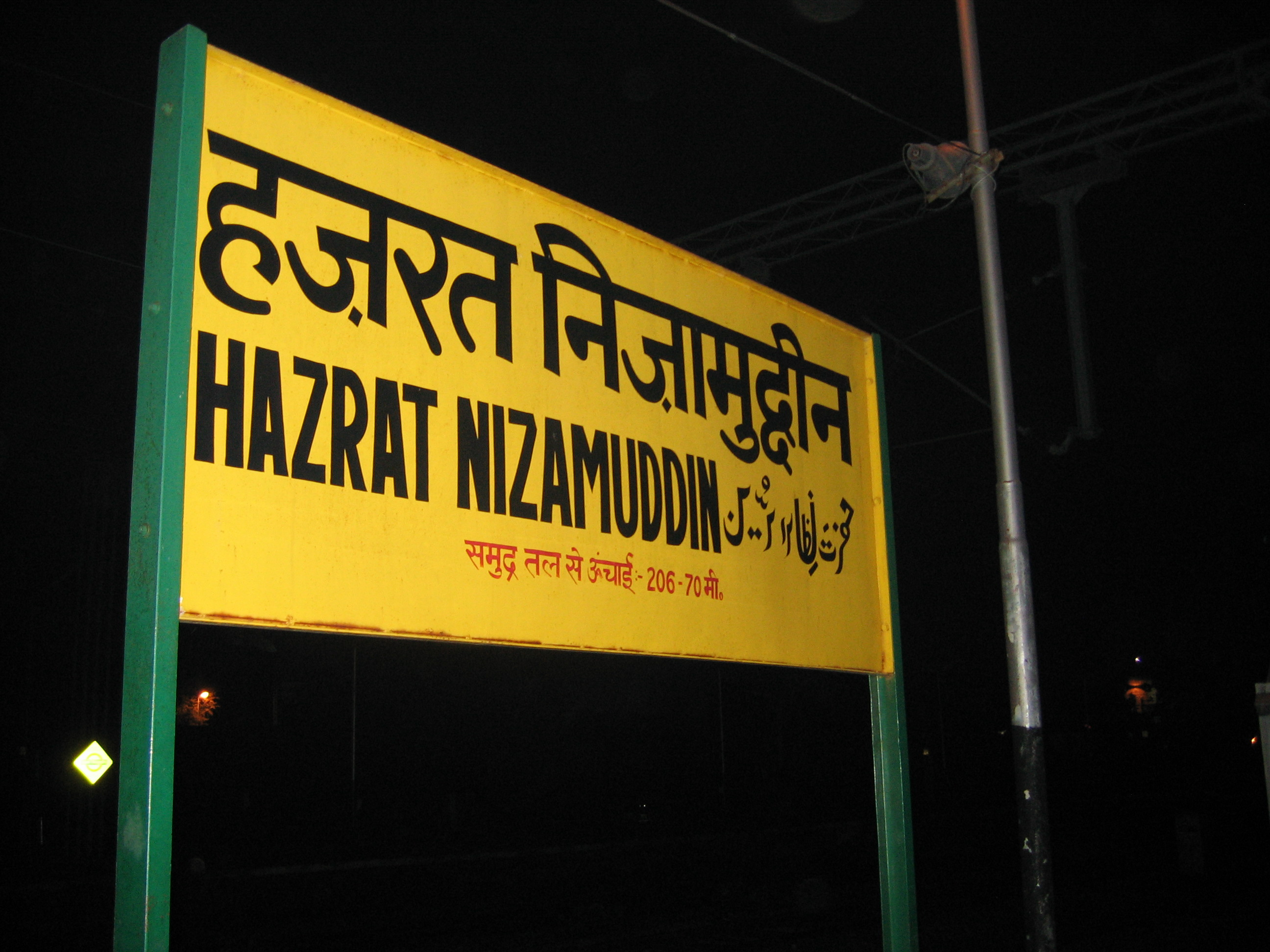
ハズラト・ニザームッディーン駅

ニザームッディーン廟は、ニューデリー中心部（コンノート・プレイス）の南南東約5キロメートル、インド門からは南南東2キロメートルあまりのところに所在する。デリー首都圏の空の玄関口であるインディラ・ガンディー国際空港からは、東北東約16キロメートルの地点に相当する。

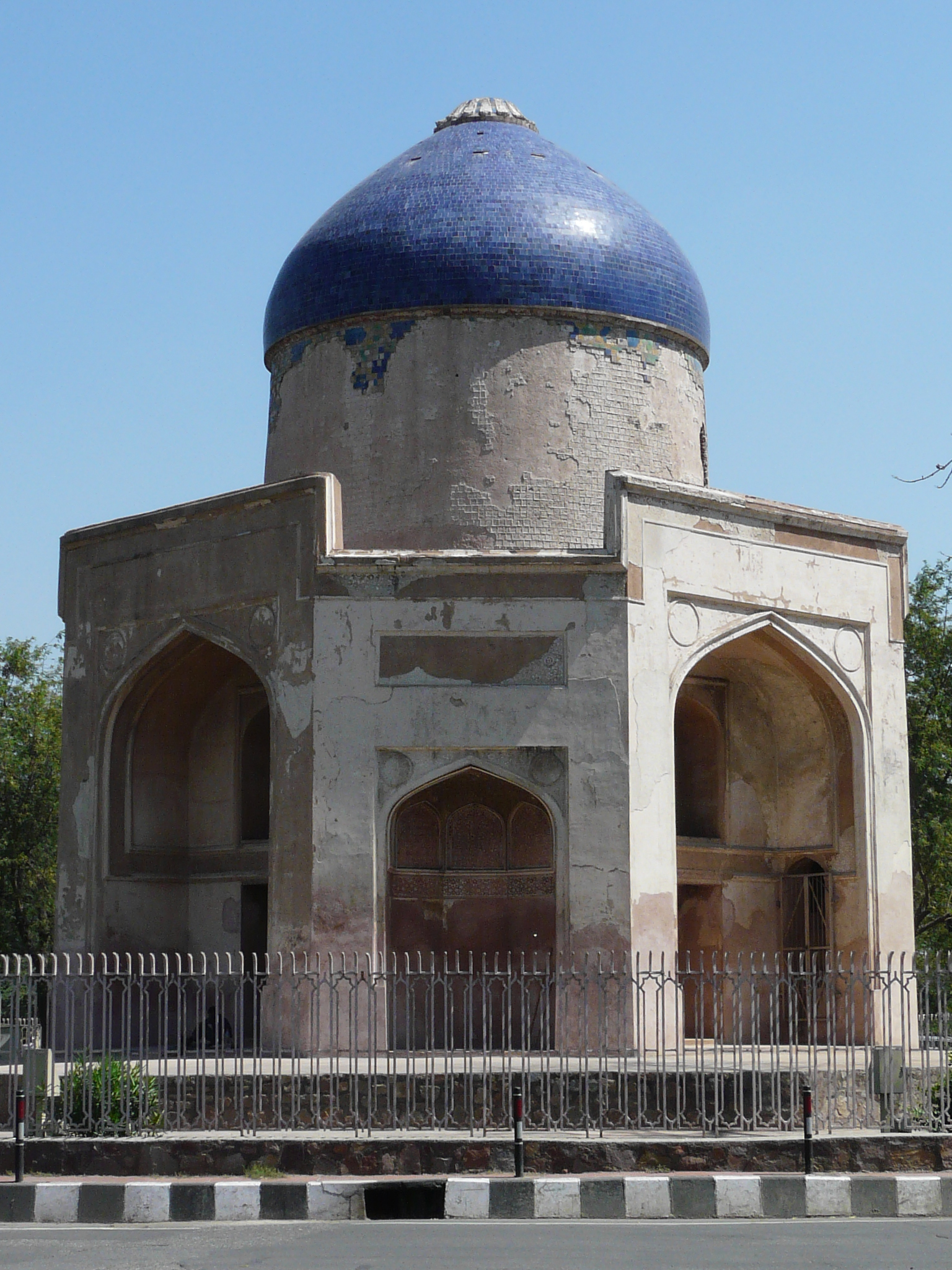
サブズ・ブルジ廟

ニザームッディーン廟の約1キロメートル東に、デリー首都圏におけるターミナル駅のひとつであるハズラト・ニザームッディーン駅（en）（英語: Hazrat Nizamuddin 、 ウルドゥー語: حضرت نظام الدین、ヒンディー語: हज़रत निज़ामुद्दीन ）があり、この駅は、ラージダーニー急行やタージ急行によって各州庁所在地や大都市と、また、バンガルール・ラージダーニー急行によってカルナータカ州のバンガルールと結ばれている。
ハズラト・ニザームッディーン駅とニザームッディーン廟の間、ずっと駅寄りには世界遺産として知られる16世紀後半のフマーユーン廟があり、フマーユーン廟とニザームッディーン廟のほぼ中間にイーサー・ハーン廟がある。イーサー・ハーン・ニヤーズィー（en）は、スール朝のシェール・シャーの宮廷に仕えた貴族であり、イーサー・ハーン廟は八角形の敷地の上に立った、ドームをともなう16世紀中葉の墓建築である。
イサ・カーン廟との間にはマトゥラー・ロード（en）と呼ばれる道路が横切っている。マトゥラー・ロードは南北に走り、その東が「ニザームッディーン東地区」、その西側が「ニザームッディーン西地区」と称される。ニザームッディーン廟は西地区に所在する。
マトゥラ・ロードやローディー・ロードなどが交差するロータリー交差点の中心にもサブズ・ブルジ（"Sabz Burj"）と称する廟建築が立地している。周囲には中世のイスラーム遺跡や墓が密集している。いたるところにドームをともなう墓建築があり、道端に石棺があることも稀ではない。